# Bradypodion caffer
Il camaleonte nano del Transkei (Bradypodion caffer  (Boettger, 1889)) è un piccolo sauro della famiglia Chamaeleonidae, endemico del Sudafrica.

## Distribuzione
Questa specie è endemica della regione del Transkei, nella provincia del Capo Orientale del Sudafrica.

## Conservazione
La IUCN Red List classifica B. caffer come specie in pericolo di estinzione (Endangered).
La specie è inserita nella Appendice II della Convention on International Trade of Endangered Species (CITES).